# 生田さり
生田 さり ／ 生田 サリー（いくた さり / いくたさりー / Sali Ikuta）は、日本のタレント、フリーアナウンサー。大阪府吹田市生まれ。滋賀県育ち。血液型O型。京都府立大学女子短期大学部卒業。
旧芸名「生田せつこ」。

## 概要
学生時代に駅のホームでスカウトされるが、当時はタレントになる気がなく、某レコード会社に就職した経緯がある。その後、タレント、フリーアナウンサーに転向。関西を中心に、番組司会、リポーターとして活躍後、1997年渡米。
ニューヨーク大学、HBStudio で ボイストレーニングやメディアリポート、パブリックスピーキング、アクティングを学ぶ。ニューヨークに11年滞在し、テレビ番組の司会、リポーター、ナレーター、ヴォイスオーバータレントとして、数々の番組やCMに出演。ハリウッドスターやスポーツ選手など著名人のインタビュー多数。 アメリカ在住時は、The Screen Actors Guild （アメリカ映画俳優組合）所属。
帰国後はアナウンサーの他、ボイストレーニングや話し方、パブリックスピーチの講座等も開催。アメリカで“サリー”と呼ばれており（外国人がSetsukoを発音できないため）、仕事名を「さり」に改めたが、近年「サリー」を主に使用している。
2013年3月、『初対面の相手の心を一瞬で開く方法』（KADOKAWA/中経出版）出版。

## 出演番組

### テレビ
- ワイドABCDE〜す（朝日放送）司会
- 街かどチャチャチャ（朝日放送）
- おはようコールABC（朝日放送）
- ゴー!ゴー!マーケット (NHK)
- 六大陸まちかど紀行（NHK）
- NBAまにあ (TBS)
- 女の子だらけのクリスマス (テレビ東京)
- ワーキングウーマン (SheTV - SkyPerfecTV) 司会
- 地球に好奇心（NHK）ナレーション
- 世界名曲物語（NHK）ナレーション
- 行ってみよう世界の都市（NHK）ナレーション
- 体感!世界の祭（NHK）語り
- 世界SL紀行（NHK）ナレーション
- 世界組TV（フジテレビ）ナレーション
- はーい!昼ナマ（毎日放送）ニューヨークリポート
- 元気モンTV（よみうりテレビ）ニューヨークリポート
- 原田伸郎のめざせパーゴルフ（サンテレビ）司会アシスタント
- Video Fashion News 他（SheTV - SkyPerfecTV）ナレーション、ヴォイスオーバー
- フリータイム ～卵がはじけてピーヨピヨ（びわ湖放送）パーソナリティー

### ラジオ
- 夏の全国高等学校野球選手権大会（朝日放送）アルプスリポーター
- 近鉄バファローズアワー（朝日放送）アシスタント
- 立原啓裕の昼はおまかせ!電リクだぁ!!（朝日放送）アシスタント

## TVCM
- AT&T アメリカ
- TOYOTA アメリカ
- 資生堂 アメリカ
- JTB アメリカ
- 大阪ガス 日本
- 松下電工 日本

## 舞台
- 中国障害者芸術団  ｢千手観音 My 夢 Dream｣
  - Japan First Tour 2007　ナレーション生出演（2007年11月9日 - 12月4日 全国25公演）
  - Encore Tour 2008 春の日本公演　ナレーション生出演（2008年3月4日 - 4月10日 全国34公演）
  - 2008 秋の日本公演　司会・ナレーション生出演（2008年9月19日 - 10月21日 全国28公演）
  - 2009 春の日本公演　司会・ナレーション生出演（2009年4月3日 - 18日 全国13公演）

## ナレーション
- 厚生労働省主催 エイズ予防啓発 RED RIBBON LIVE（2006年 - ）

## 著書
- 初対面の相手の心を一瞬で開く方法（KADOKAWA/中経出版　ISBN 9784046029461 ）

## 執筆
- 「愛されるリーダーの条件」（中部経済新聞 全23回）